# Eucoptacra abbreviata
Eucoptacra abbreviata är en insektsart som beskrevs av Ingrisch, F.M.H. Willemse och Shishodia 2004. Eucoptacra abbreviata ingår i släktet Eucoptacra och familjen gräshoppor. Inga underarter finns listade i Catalogue of Life.